# توم غاردينر
توم غاردينر (بالإنجليزية: Tom Gardiner)‏ (19 سبتمبر 1962 في الولايات المتحدة - ) هو لاعب كرة قدم أمريكي في مركز الدفاع. شارك مع منتخب الولايات المتحدة تحت 20 سنة لكرة القدم. أما مع النوادي، فقد لعب مع Philadelphia Fever (MISL) ‏.

## وصلات خارجية
- توم غاردينر على موقع الاتحاد الدولي (مؤرشف)  (الإنجليزية)
- توم غاردينر على موقع قاعدة بيانات كرة القدم.إي يو (الإنجليزية)